# Cục Hải quan (Việt Nam)
Cục Hải quan (tiếng Anh: Department of Vietnam Customs, n.đ. 'Cục Hải quan Việt Nam') là tổ chức trực thuộc Bộ Tài chính với chức năng quản lý nhà nước về hải quan đối với hoạt động xuất nhập khẩu, xuất nhập cảnh, quá cảnh Việt Nam, đấu tranh chống buôn lậu hoặc vận chuyển trái phép hàng hoá, ngoại hối hoặc tiền Việt Nam qua biên giới.

## Lịch sử
Ngày 10 tháng 9 năm 1945, Bộ trưởng Bộ Nội vụ Võ Nguyên Giáp được uỷ quyền của Chủ tịch Chính phủ lâm thời Việt Nam Dân chủ Cộng hoà ký Sắc lệnh số 27 - SL thành lập Sở thuế quan và thuế gián thu khai sinh ngành hải quan Việt Nam với nhiệm vụ: thu các quan thuế nhập cảnh và xuất cảnh, thu thuế gián thu. Sau đó, ngành được giao thêm nhiệm vụ chống buôn lậu thuốc phiện và có quyền định đoạt, hoà giải đối với các vụ vi phạm về thuế quan và thuế gián thu. Trong chiến tranh Đông Dương, Hải quan Việt Nam phối hợp cùng các lực lượng thực hiện chủ trương bao vây kinh tế và đấu tranh kinh tế với Pháp. Năm 1955, thành lập Sở Hải quan thuộc Bộ Công Thương, năm 1958 thuộc Bộ Ngoại Thương. Năm 1962, Sở Hải quan được đổi tên thành Cục Hải quan Trung ương. Ngày 5 tháng 3 năm 1979, Chính phủ Việt Nam đã có Quyết định số 80/CT chuyển tổ chức hải quan địa phương thuộc Uỷ ban nhân dân tỉnh, thành phố về thuộc Cục Hải quan, Bộ Ngoại thương. Năm 1984: Hội đồng Nhà nước phê chuẩn Nghị quyết số 547/NQ-HĐNN thành lập Tổng cục Hải quan thuộc Hội đồng Bộ trưởng. Ngày 24 tháng 2 năm 1990, Chủ tịch Hội đồng Bộ trưởng ký lệnh công bố Pháp lệnh Hải quan có hiệu lực thi hành từ ngày 1 tháng 5 năm 1990.
Từ ngày 1 tháng 3 năm 2025, trong cuộc Cải cách thể chế Việt Nam 2024–2025, mô hình Tổng cục bị bãi bỏ, Tổng cục Hải quan chuyển đổi thành Cục Hải quan. Ông Nguyễn Văn Thọ giữ chức Cục trưởng.

## Cơ cấu tổ chức

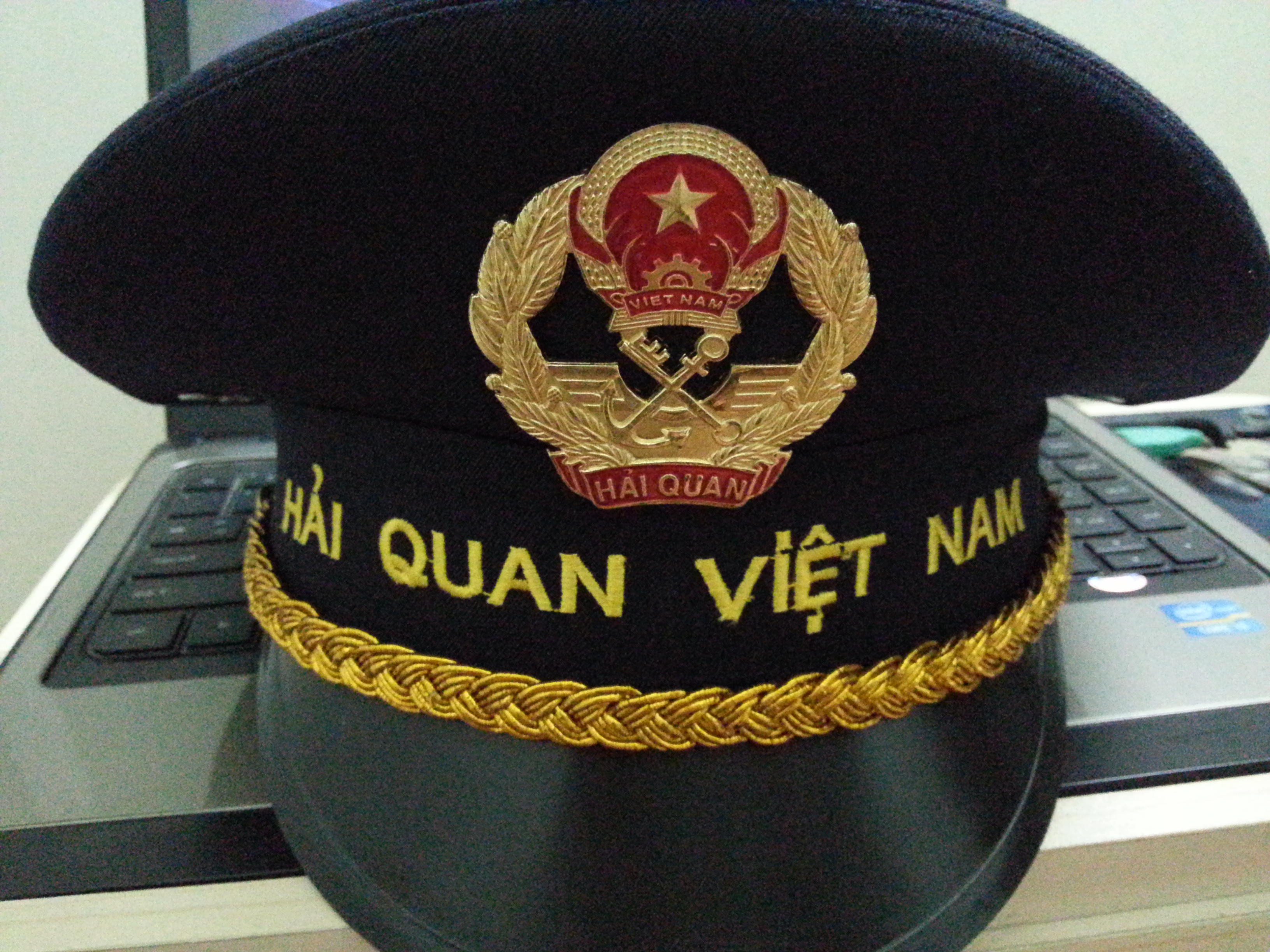
Mũ thường phục của công chức ngành Hải quan

Theo Quyết định số 382/QĐ-BTC ngày 26 tháng 02 năm 2025 của Bộ trưởng Bộ Tài chính Việt Nam , cơ cấu tổ chức Cục Hải quan  ở cấp Trung ương gồm Văn phòng, Ban Pháp chế, Ban Tổ chức cán bộ, Ban Thanh tra - Kiểm tra, Ban Tài vụ - Quản trị, Ban Giám sát quản lý về hải quan, Ban Nghiệp vụ thuế hải quan, Ban Quản lý rủi ro, Ban Công nghệ thông tin và Thống kê hải quan, Chi cục Kiểm định hải quan, Chi cục Điều tra chống buôn lậu và Chi cục Kiểm tra sau thông quan. Ngoài ra, ở cấp cụm địa phương có 20 Chi cục Hải quan khu vực.

## Hợp tác quốc tế
Ngày 1 tháng 7 năm 1993, Hải quan Việt Nam trở thành thành viên chính thức của Hội đồng Hợp tác Hải quan (CCC), nay là Tổ chức Hải quan Thế giới (WCO). Sau khi trở thành thành viên của WCO, Hải quan Việt Nam đã tham gia Công ước Kyoto về Đơn giản hoá và hài hoà thủ tục hải quan (năm 1997), Công ước quốc tế về Hệ thống hài hoà về mô tả và mã hoá hàng hoá (Công ước HS) (năm 1998). Từ năm 2000 đến nay, Hải quan Việt Nam đã và đang tiến hành các bước chuẩn bị cần thiết để tham gia Công ước Kyoto sửa đổi.
Trong 2 năm 1999 - 2000 Hải quan Việt Nam đã ký kết và thực hiện 2 dự án với nước ngoài: Dự án VIE - 97/059 do UNDP tài trợ về "tăng cường năng lực cho Hải quan Việt Nam thực hiện công tác quản lý xuất nhập khẩu và hội nhập quốc tế" và Dự án nghiên cứu khả thi do Cơ quan Phát triển và Thương mại Hoa Kỳ (TDA) và Công ty UNISYS tài trợ về công nghệ thông tin tiến tới áp dụng công nghệ trao đổi dữ liệu điện tử EDI".
Ngày 29 tháng 12 năm 2003, Hải quan Việt Nam bắt đầu thực hiện việc xác định trị giá hải quan theo Hiệp định Trị giá GATT của Tổ chức Thương mại Thế giới (WTO). Cho đến nay, Hải quan Việt Nam đã triển khai áp dụng phương pháp xác định trị giá hải quan theo GATT đối với hàng hoá đến từ 51 quốc gia trên toàn cầu.

## Khen thưởng
- Giai đoạn 1954-1975:
  - Huân chương Lao động hạng Nhì (toàn ngành)
  - Huân chương Lao động hạng Ba (toàn ngành)
  - 11 đơn vị và cá nhân được tặng thưởng Huân chương Lao động và Huân chương Chiến công các hạng
- Giai đoạn sau Đổi mới:
  - Huân chương Độc lập hạng Nhì
  - Huân chương Hồ Chí Minh (1995)